# 呉由姫
呉 由姫（くれ ゆき、12月4日 - ）は日本の漫画家。千葉県出身。
1999年、「地上より永遠に」で第24回白泉社アテナ新人大賞優秀新人賞を受賞。この作品が2000年『LaLa』2月号（白泉社）に掲載されデビュー。
コーエーの女性向恋愛シミュレーションゲーム『金色のコルダ』のキャラクターデザインを手掛け、同作品の漫画版を『LaLa』（特別編のみ『LaLa DX』）にて連載した。

## 作品リスト

### 書籍
- 金色のコルダ（2003年 - 2011年、LaLa・LaLa DX（白泉社）） - 全17巻
- 菩提樹寮のアリア〜金色のコルダシリーズ〜 (2011年 - 2013年、LaLa） - 全4巻
- 金色のコルダ Blue♪Sky (2013年[2] - 2014年、LaLa） - 全2巻
- 手塚学園（アンソロジー、2014年、白泉社） - 全1巻
- 遊星のフール（2014年[3] - 2015年、LaLa） - 全1巻
- 彼女と彼の週末（2015年 - 2017年、AneLaLa（白泉社）） - 全1巻
- 金色のコルダ4（2016年[4]、LaLa DX） - 全1巻
- 金色のコルダ 大学生編（2018年[5] - 2022年[6]、2023年[7] - 2024年 LaLa DX） - 全8巻

### キャラクターブック
- 金色のコルダ キャラクターBOOK（2007年、白泉社）

### 単行本未収録
- 文目さん家の下宿人（『LaLaDX』2025年7月号[8] - ）

## 受賞歴
- 「そのまんまでいこう」 第93回LMSベストルーキー賞
- 「地上より永遠に」 第24回白泉社アテナ新人大賞 優秀新人賞
- 第29回アテナ新人大賞 デビュー優秀者賞